# Joséphine Nkou
Joséphine Line Maxime Nkou (* 18. September 1997 in Frankreich) ist eine französisch-kongolesische Handballspielerin, die für die Nationalmannschaft der Republik Kongo aufläuft.

## Karriere

### Im Verein
Nkou lief ab dem Jahr 2014 für die 2. Mannschaft von CJF Fleury Loiret Handball in der dritthöchsten französischen Spielklasse auf. Ein Jahr später lief sie für den Zweitligisten Brest Bretagne Handball auf. Als Brest im Jahr 2016 der Aufstieg gelungen war, schloss sich die Außenspielerin dem Zweitligisten Le Havre AC Handball an. Mit Le Havre gelang ihr im Jahr 2017 ebenfalls der Aufstieg, jedoch konnte sie mit der Mannschaft in der folgenden Spielzeit nicht die Klasse halten. Nachdem Nkou in der Saison 2020/21 für den Zweitligisten Handball Octeville-sur-Mer aufgelaufen war, unterschrieb sie einen Vertrag beim Erstligisten Paris 92. Im Sommer 2022 verließ sie Paris 92. Seit der Saison 2023/24 steht sie beim italienischen Erstligisten Handball Erice unter Vertrag. Mit Erice gewann sie 2024 den italienischen Pokal.

### In Auswahlmannschaften
Nkou lief für die französische Juniorinnennationalmannschaft auf. Später entschloss sie sich für die A-Nationalmannschaft der Republik Kongo aufzulaufen. Ihr erstes Turnier für die Republik Kongo bestritt sie bei der Afrikameisterschaft 2021. Im Viertelfinale erzielte sie in der Schlusssekunde den siegbringenden Treffer zum 21:20 gegen Senegal, wodurch sich ihre Mannschaft für die Weltmeisterschaft 2021 qualifizieren konnte. An dieser nahm Nkou ebenfalls teil. Im ersten Spiel gegen Südkorea war sie mit fünf Treffern die torgefährlichste Spielerin ihrer Mannschaft. Im darauffolgenden Spiel gegen Dänemark zog sich Nkou eine schwere Knieverletzung zu, wodurch das Turnier für sie beendet war. Bei ihrer zweiten Teilnahme an einer Weltmeisterschaft im Jahr 2023, bei der sie zwölf Tore warf, beendete Kongo das Turnier auf Rang 26.